# Béghin (sucreries)
Pour les articles homonymes, voir Béghin.
Béghin préalablement Cogez Béghin puis Ferdinand Béghin est une entreprise de transformation de betterave sucrière co-fondée par Antoine Ferdinand Béghin en 1826.
Elle est à l'origine de la création en 1972 de la société Béghin Say, aujourd'hui marque commerciale française de sucres appartenant actuellement au groupe coopératif sucrier français Tereos.

## Avant Béghin
La sucrerie Cogez Béghin est créée en 1826 par Joseph Cogez et son ami et futur beau-frère Antoine Ferdinand Béghin,,,.
En mars 1828, la sucrerie Cogez Béghin est la deuxième du département du Nord qui en compte 7 avec 35 tonnes de sucre brut produites à l'année.
En 1848, Joseph Cogez administre effectivement la sucrerie.
Antoine Ferdinand Béghin meurt en 1867. Son fils Ferdinand Béghin lui succèdera auprès de Joseph Cogez. Il deviendra maire de Thumeries.
Joseph Cogez meurt en 1886 et Ferdinand Béghin douze ans plus tard, à seulement 56 ans, le 31 août 1895

## La sucrerie Béghin
À la suite du décès de Ferdinand Béghin, d'importants investissements sont réalisés par ses fils Joseph (1871-1938) et Henri (1873-1944) pour moderniser la sucrerie de Thumeries et créer une nouvelle société nommée en sa mémoire Société des Sucreries et Raffineries Ferdinand Béghin.
La production de la sucrerie de Thumeries croît de manière importante. Elle peut traiter 600 tonnes de betterave en une journée en 1900 et en traite effectivement 150 000 tonnes en 1914. Depuis 1900, et malgré un capital moins important, la sucrerie de Thumeries a une production quasiment identique à celle de son principal concurrent Français de l'époque, la société Henri Say,. La crise du Corner sur le sucre égyptien provoquée en 1905 par le collaborateur et liquidateur testamentaire d'Henry Say Ernest Cronier affaiblit l'entreprise Say, l'endette temporairement et lui fait perdre sa position dominante au profit des sucreries F. Béghin. 
Après la guerre, le montant des dommages de guerre attribués à la sucrerie de Thumeries s'élève à 127 millions de francs,.
En 1921, Béghin est associé à l'exploitation d'une sucrerie à Corbehem.
Dans le cadre du développement de l'entreprise, Henri Béghin devient administrateur en février 1923 de la nouvelle société immobilière La Maison des Ingénieurs Agronomes.
Initialement en commandite simple, la société des sucreries et raffineries F. Béghin est transformée le 17 juillet 1924 en une société anonyme au capital de 17 467 500 Frs ayant pour objet étendu l'exploitation des fabriques de sucre, raffineries, distilleries et la prise en charge des exploitations agricoles de Thumeries, de Beauchamp, de Corbehem, de Marquillies et de leurs annexes. La société sera transformée en une société à responsabilité limitée l'année suivante, le 3 novembre 1925. Joseph et Henri Béghin en sont les gérants.
Le développement de la société pousse Joseph et Henri Béghin à investir dans la création ou l'acquisition d'entreprises. Joseph Béghin, domicilié à Thumeries dont il deviendra maire, avait cofondé avec son frère et leur collaborateur et ami l'industriel Jean Prouvost un certain nombre d'entreprises en lien direct avec l'activité sucrières. Comme la société Entrepots de Thumeries qu'ils gèrent en 1930  ou la Société d'Imprimerie de la Rue du Louvre qu'ils créent le 7 février 1933. Mais ce sera Henri Béghin, alors domicilié à Paris, qui engagera avec Jean Prouvost une stratégie économique et politique plus globale en initiant la constitution d'un groupe économique diversifié. Ils créèrent le 19 janvier 1934 la société de travaux publics Les Applications du Bitume, le 14 février 1936 la Compagnie Moderne de Radiodiffusion ou encore font la reprise dès 1924 des titres de presse Paris-Midi et Paris-Soir[réf. souhaitée].
Dans le courant de l'année 1939, à la suite du décès en janvier de son directeur François Morel, Béghin acquiert la Sucrerie Générale d'Arras fondée en 1922 à l'initiative d'un jeune négociant en vins et spiritueux du Pas-de-Calais, Edmond Dubois,.
En 1940 la sucrerie de Thumeries possède un centre d'enseignement aux métiers de la filière
En 1967, la société Béghin présidée alors par le fils d'Henri Béghin, Ferdinand prend le contrôle d'un autre géant de l'industrie sucrière: la société Say.
En 1972, la société Béghin SA prend le contrôle de la Sucrerie centrale de Cambrai, fondée en 1872 par Jules Linard à Escaudœuvres (Nord), et fusionne avec la société Say pour constituer la société Béghin Say.